# Cristòfol Montagut Genovès
Cristòfol Montagut Genovès (Reus, 27 d'abril de 1814 - 17 de novembre de 1896) va ser un milicià i financer català. Els seus pares, Cristòfol Montagut, un hisendat, i Francesca Genovès també eren reusencs.
Va fer el batxillerat a Reus i va estudiar la carrera de Farmàcia, que mai no va exercir. De jove va figurar a les files de la Milícia nacional amb el grau d'oficial, i va participar en algunes incursions i fets d'armes durant la Primera Guerra Carlina. L'any 1862 quan es va fundar el Banc de Reus, en va ser nomenat administrador, càrrec que va ocupar fins al 1894, quan el va haver de deixar per motius de salut. El càrrec el va ocupar el seu fill Josep Montagut Illa. Va ser molt apreciat a la ciutat i la seva gestió al banc força efectiva.
Josep Olesti diu erròniament que va ocupar l'alcaldia de Reus en 1860, càrrec que diu que va exercir durant dos anys. El cert és que durant els mandats de l'alcalde Joan Baptista Madremany va ocupar provisionalment l'alcaldia quan Madremany es va absentar, i després, durant quatre mesos com a "regente de la alcaldia" durant l'absència del llavors alcalde Gregorio de Mijares. Olesti es basa en les necrològiques publicades a la Crónica Reusense el 18 de novembre de 1896, que a la p. 1 diu que es va veure obligat a "empuñar la vara de alcalde" l'any 1860 duran dos anys i que va deixar un bon exemple de la seva administració i de la seva iniciativa. El Diario de Reus, copia amb poques variants la nota de la Crónica Reusense, i Les Circumstàncies també diuen que va ser alcalde, i que al seu enterrament hi van assistir gent de totes les classes socials i de tots els partits polítics de la ciutat.